# Vera Kovarsky
Vera Kovarsky, née Vera Rebeka Emila Kovarsky à Daugavpils (alors Dvinsk) en Lettonie le 4 février 1896 (16 février dans le calendrier grégorien) et morte à Montpellier (Hérault) le 13 octobre 1973, est une psychologue française, spécialiste de l'orientation scolaire et des enfants gauchers.

## Biographie

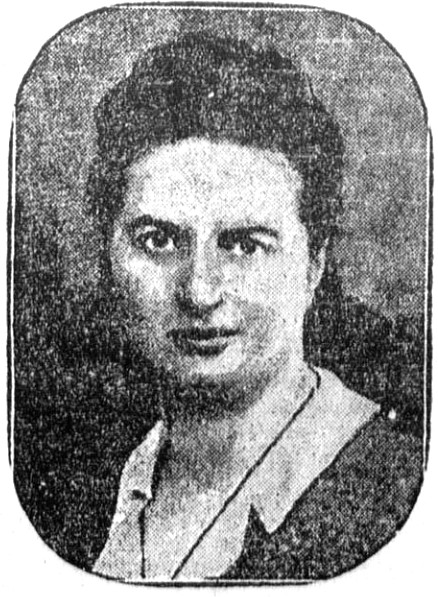
Photographie de Vera Kovarsky publiée dans Le Petit Méridional le 17 juin 1928

Fille d'Émile Kovarsky et de Dina Schlepianoff, des intellectuels juifs de Lettonie, elle s'installe à Montpellier dans les années 1920 pour y étudier la psychologie infantile à l'Université de Montpellier, auprès de Marcel Foucault, professeur de linguistique et de phonétique.
Elle soutient le 6 juillet 1927 sa thèse de doctorat, intitulée Profil psychologique de M. le professeur Rossolimo : méthode de mesure des capacités psychiques chez les enfants et les adultes, normaux et anormaux,. Le principe est de dépister les enfants ayant des difficultés scolaires pour pouvoir les orienter vers des parcours plus adaptés, grâce à une série de tests qui sont présentés de façon détaillée. Dans l'année qui suit, elle la publie chez Alcan ; le Journal des débats politiques et littéraires s'en fait l'écho le 26 avril 1928 dans sa rubrique Revue des sciences, en critiquant toutefois la complexité de la méthode.
Elle encourage ensuite la ville de Montpellier à instaurer un service d'inspection psychologique, ce qui était alors une nouveauté absolue. Elle assume le rôle d'inspectrice psychologique, qui deviendra par la suite celui de psychologue scolaire.
Les articles sur son sujet parus dans Le Petit Méridional dans les années 1920 et 1930 la décrivent comme vivant dans le dénuement (« Mademoiselle Vera Kovarsky, pourtant, ne mangea pas que du pain blanc dans notre ville. Le noir même lui fut souvent rare. [...] La chambre, où vit et travaille Mlle Vera Kovarsky, a tout d'une cellule de cloître. Le lit, étroit, de fer ; des meubles faits de trois planches, une table éclairée par quelques photographies de savants, des murs à la chaux. »).
Les archives des délibérations du conseil municipal permettent de retracer les indemnités mensuelles qu'elle percevait pour ses fonctions : en 1930 par exemple son emploi de psychologue scolaire, à titre temporaire, est maintenu pour une indemnité de 300 FRF (198,98 EUR2023), jusqu'au 30 juin 1930. En 1930 son indemnité de 325 FRF (215,56 EUR2023), considérée comme peu élevée, est portée à 500 FRF (331,64 EUR2023) à partir du 1er juillet 1931 puis en 1935 au montant de 600 FRF (537,25 EUR2023), « devant l'importance chaque jour plus grande que prend le rôle des psychologues pour le dépistage des enfants anormaux et pour l'orientation professionnelle des enfants terminant leurs études ».
En 1941, elle est priée de cesser toute activité dans les écoles communales, en application de la loi du 30 octobre 1940 portant statut des juifs. Elle n'est réintégrée qu'après la Libération : le Conseil municipal du 20 avril 1945 note que la somme qui lui était payée mensuellement (en 1940 1 065 FRF (501,9 EUR2023)) avant la guerre constituait non un salaire mais une indemnité, et propose le 8 janvier 1946 de la monter à 3 000 FRF (290,4 EUR2023) (ce qui ne compense pas l'inflation de cette époque).
Elle devient par la suite chef du laboratoire de phoniatrie dans le service d'otorhinolaryngologie du professeur Terracol à Montpellier.
Elle est décédée, célibataire, à l'âge de 77 ans, à Montpellier, sa ville d'adoption.

## La réhabilitation des gauchers
Dès 1937, Vera Kovarsky propose au premier Congrès international de psychiatrie infantile une communication intitulée Quelques troubles de l'intelligence et du caractère chez les gauchers où  elle soutient la  thèse selon laquelle « la gaucherie ne se corrige pas plus que la droiterie ». En 1938 à l'Académie des sciences, elle estime que « l'interdiction faite à un enfant gaucher de se servir de la main gauche provoque toujours chez lui des troubles fonctionnels qui en font un inadapté scolaire ». Elle fait le lien en particulier avec le bégaiement dans certains articles comme Gauchers contrariés et phonopathies en 1948. Elle multiplie les interventions que ce soit auprès de l'opinion publique ou des instances scientifiques de son temps. En 1949, elle dépose même à l'Académie de médecine un projet de « Charte des droits fondamentaux du gaucher » puis publie un « Plaidoyer en faveur des gauchers » en 1953. Mais la sensibilisation que Vera Kovarsky avait entreprise pendant plus de vingt ans n'a été suivie que de peu d'effets, en tout cas pas avant les années 1960 en France.
Selon Sylvain Wagnon, « pendant des décennies, Vera Kovarsky entreprend une sorte de « croisade » pour faire connaître les troubles des gauchers contrariés, les liens entre surdité verbale et gaucher contrarié, les liens entre bégaiement et gaucher contrarié, les maladies de voix et la nécessité du dépistage des gauchers ».

## Activité littéraire

### Conférences
Elle donne une conférence sur Fiodor Dostoïevski en avril 1931, une sur le mysticisme anglais en novembre 1931.

### Thèse, ouvrages et articles

#### Psychologie
- Le Profil psychologique de M. le professeur Rossolimo. Méthode de mesure des capacités psychiques chez les enfants et les adultes, normaux et anormaux (thèse de doctorat en lettres), Montpellier, imprimerie de E. Montane, 1927, 178 p. (présentation en ligne)
- Véra Kovarsky, La Mesure des capacités psychiques chez les enfants et les adultes, normaux et anormaux : La Méthode du profil psychologique, Paris, librairie Félix Alcan, 1927, 178 p. (présentation en ligne)
- Véra Kovarsky, « L'Inspection psychologique à Montpellier », Éducation, Paris,‎ février 1930
- Véra Kovarsky, L’œuvre scientifique de Maurice Grammont, Paris, Le François, 1949, 58 p.
- Véra Kovarsky, Quelques signes morpho-psycho-physiologiques de la vraie gaucherie et de la gaucherie contrariée (Extrait des "Actes du 1er Congrès international d'anthropologie différentielle", 11-16 septembre 1950. Fasc. 5), 1950
- Véra Kovarsky, « Diététique et rééducation biopsychophoniatrique des bègues », Journal français d'oto-rhino-laryngologie,‎ mars 1952
- Véra Kovarsky, « Surdité verbale et gaucherie contrariée », Journal français d'oto-rhino-laryngologie, no 2,‎ février 1953
- Véra Kovarsky, « Plaidoyer en faveur des gauchers », Toulouse médical,‎ juin 1953
- Véra Kovarsky, « Cyanochromothérapie et rééducation biopsychophoniatrique des bègues », Languedoc Médical, no 1,‎ janvier-février 1955
- Véra Kovarsky, « Levure de bière sèche, aliment de base au cours de la rééducation biopsychophoniatrique des bègues », Languedoc Médical, no 4,‎ juillet-août 1955
- Véra Kovarsky, « La Musique linguistique : La Naissance de la voix. Utilisation de l'instrument vocal. Les Propriétés de la voix », Languedoc Médical,‎ janvier-février 1956

#### Littérature
Elle est l'auteur d'un recueil de poèmes en proses, À Montpellier, soleil du Languedoc (Véra Kovarsky, A Montpellier, soleil du Languedoc. Vibrer à l'unisson, poèmes en prose. A Palavas-les-Flots, poème symphonique de la mer démontée, notes. Le Rire qui unit, esthétique vocale, études, Montpellier, Éditions de la revue Souffles (impr. de J. Reschly), 1953).

### Traductions
Elle a traduit du russe le neurologue Grigory Rossolimo (1860-1928), dont la méthode était le sujet de sa thèse de doctorat ès lettres à la Faculté de Montpellier.